# رينيه بلوم
رينيه بلوم (بالفرنسية: René Blum )‏ (و. 1878 – 1942 م) هو مصمم رقص، من فرنسا، ولد في باريس، توفي في معسكر أوشفيتز بيركينو، عن عمر يناهز 64 عاماً.